# Giovanna Scotto
Giovanna Scotto, all'anagrafe Giovanna Margherita Piana-Canova (Torino, 26 agosto 1894 – Grottaferrata, 23 dicembre 1985), è stata un'attrice e doppiatrice italiana.

## Biografia

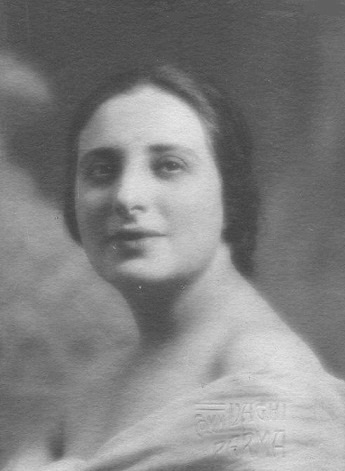
Giovanna Scotto in una foto di gioventù

Nacque a Torino da un amministratore di Compagnie, esordendo nel teatro dialettale già da bambina. Nel 1909-10 fece parte della compagnia Gramatica-Ruggeri, nel 1913-14 era prim'attrice giovane nella Falconi-Zoncada, dal 1919 al 1922 prim'attrice con Lamberto Picasso, e nel 1924 recitò nella Compagnia Stabile Sarda. Nel 1927-28 in una compagnia dannunziana, e dal 1929 partecipò per un decennio ai principali spettacoli classici all'aperto, come nell'Oreste di Vittorio Alfieri alle terme di Caracalla, l'Orestea di Eschilo, l'Ippolito e Le troiane di Euripide, l'Aiace di Sofocle, Ifigenia in Aulide di Euripide.
Debutta nel cinema all'epoca del muto, nel film Fortunale del 1912. È presente nel cinema sonoro dei primi anni '30, come in Ragazzo di Ivo Perilli e Acciaio di Walter Ruttmann (1933), e in seguito La figlia di Jorio, Aurora sul mare, Due lettere anonime e Operazione Mitra. Numerosi anche i lavori nella prosa radiofonica EIAR e RAI dagli anni trenta agli anni sessanta.
Si trasferì a Roma, dove continuò a lavorare come attrice ma, soprattutto, come doppiatrice della C.D.C., diventando, assieme a Lydia Simoneschi, Tina Lattanzi, Dhia Cristiani, Andreina Pagnani e Rosetta Calavetta, una delle doppiatrici di punta della sua generazione. Doppiò Ingrid Bergman in Casablanca, Ethel Barrymore ne La scala a chiocciola, Martha Scott ne I dieci comandamenti e Reta Shaw ne Il segreto di Pollyanna. Prestò spesso la sua voce anche ad altre importanti attrici, come Claudette Colbert, Agnes Moorehead, Mary Astor e Jane Darwell. Nel campo del cinema di animazione, ha prestato a voce a Fatima nel cartone La rosa di Bagdad e la voce narrante nel film Cenerentola della Disney (primo doppiaggio).
Sposatasi giovanissima con Vincenzo Scotto, da cui prese il cognome d'arte. Rimasta vedova, nel 1947 si sposò in seconde nozze col poeta, giornalista, sceneggiatore e critico cinematografico Diego Calcagno.
Morì a Grottaferrata il 23 dicembre 1985 all'età di 91 anni.  È sepolta presso il Cimitero del Verano

## Filmografia

Andrea Checchi e Giovanna Scotto nel film Due lettere anonime (1945) di Mario Camerini

- La mirabile visione, regia di Luigi Caramba (1921)
- Ragazzo, regia di Ivo Perilli (1933)
- Acciaio, regia di Walter Ruttmann (1933)
- Aurora sul mare, regia di Giorgio Simonelli (1935)
- Amore, regia di Carlo Ludovico Bragaglia (1935)
- Fiordalisi d'oro, regia di Giovacchino Forzano (1935)
- I due sergenti, regia di Enrico Guazzoni (1936)
- Il fu Mattia Pascal, regia di Pierre Chenal (1937)
- Arditi civili, regia di Domenico Gambino (1940)
- Confessione, regia di Flavio Calzavara (1941)
- La famiglia Brambilla in vacanza, regia di Carl Boese (1941)
- Nessuno torna indietro, regia di Alessandro Blasetti (1943)
- I dieci comandamenti, regia di Giorgio Walter Chili (1944)
- Resurrezione, regia di Flavio Calzavara (1944)
- Due lettere anonime, regia di Mario Camerini (1945)
- La sua strada, regia di Mario Costa (1946)
- Desiderio, regia di Roberto Rossellini e Marcello Pagliero (1946)
- Malìa, regia di Giuseppe Amato (1946)
- Santo disonore, regia di Guido Brignone (1950)
- Rondini in volo, regia di Luigi Capuano (1950)
- Sigillo rosso, regia di Flavio Calzavara (1950)
- Fuoco nero, regia di Silvio Siano (1951)
- Gli eroi della domenica, regia di Mario Camerini (1953)
- Torna!, regia di Raffaello Matarazzo (1953)
- Operazione Mitra, regia di Giorgio Cristallini (1954)
- Altair, regia di Leonardo De Mitri (1956)

## Teatro

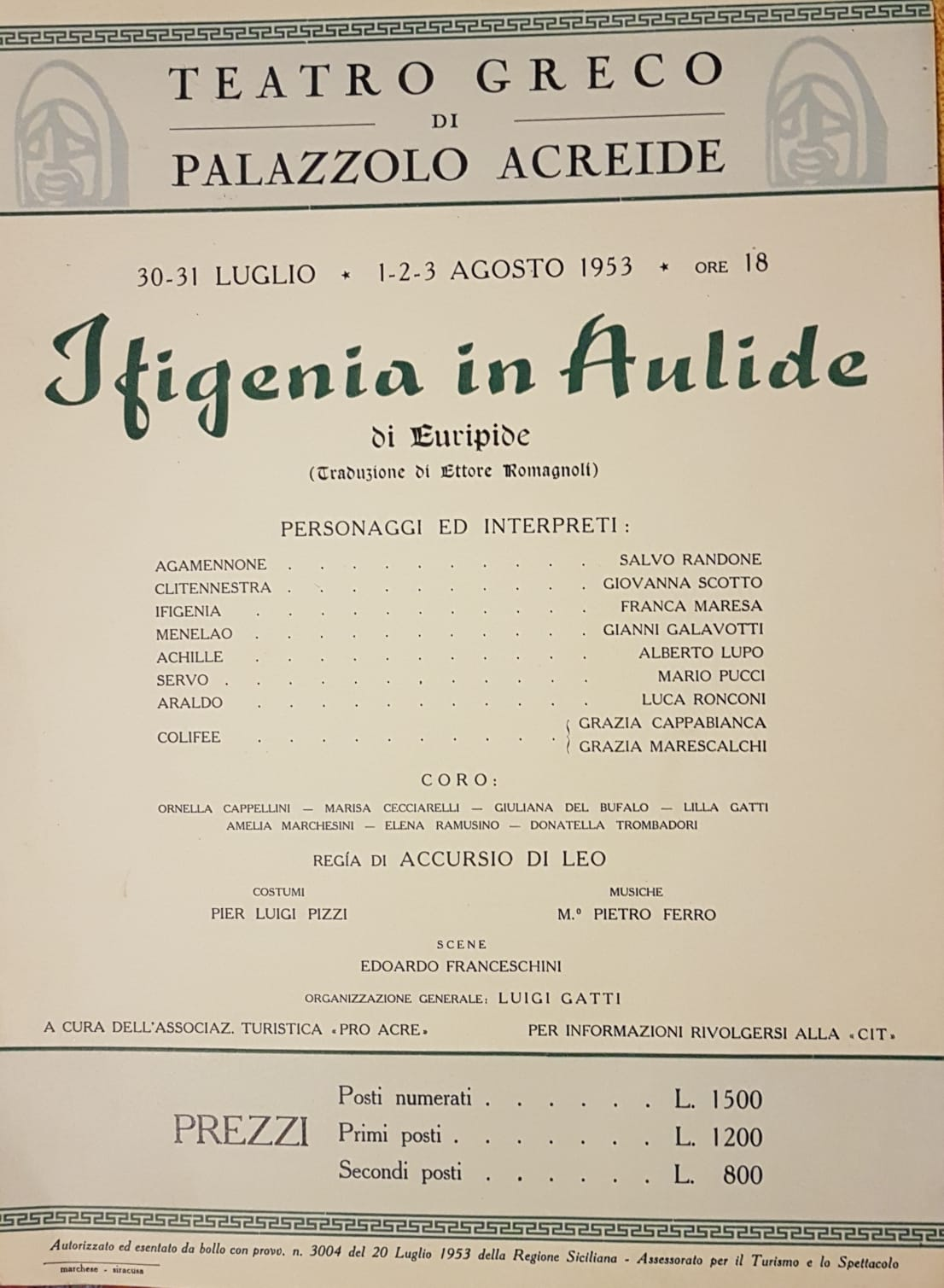
Locandina di Ifigenia in Aulide (1953) con Giovanna Scotto nel ruolo di Clitennestra

- Ifigenia in Aulide, di Euripide, regia di Corrado Racca, Siracusa, 26 aprile 1930.
- Agamennone, di Eschilo, regia di Corrado Racca, Siracusa, 27 aprile 1930.
- La luna è tramontata, di John Steinbeck, regia di Vito Pandolfi, prima al Teatro Quirino di Roma, 15 febbraio 1945
- Edipo re, di Sofocle, regia di Enrico Fulchignoni, Università di Roma, 2 luglio 1946
- Orestiade, di Eschilo, regia di Manara Valgimigli, Siracusa, 15 maggio 1948
- Le troiane, di Euripide, regia di Guido Salvini, Siracusa, 30 maggio 1952
- Ifigenia in Aulide, di Euripide, regia di Accursio Di Leo, Palazzolo Acreide, 30 luglio 1953
- I Persiani, di Eschilo, regia di Luigi Squarzina, Teatro Comunale di Bologna, 14 aprile 1954
- Antigone, di Sofocle, regia di Guido Salvini, Siracusa, 16 maggio 1954
- Elettra, di Sofocle, regia di Giulio Pacuvio, Siracusa, 19 maggio 1956
- Ippolito, di Euripide, regia di Orazio Costa, Siracusa, 20 maggio 1956
- Casina, di Plauto, regia di Giulio Pacuvio, Ostia Antica, 28 giugno 1956
- Antigone, di Sofocle, regia di Guido Salvini, Ostia Antica, 1º agosto 1961
- Quattro Nô giapponesi, regia di Enrico Fulchignoni, Teatro del Convegno di Milano, 30 gennaio 1963

## Prosa televisiva
- Storia di un uomo molto stanco, regia di Carlo Tamberlani, trasmessa il 16 dicembre 1955
- Il cuore in due, di Cesare Giulio Viola, regia di Claudio Fino, trasmessa il 1º marzo 1957
- Antigone, di Sofocle, regia di Vittorio Cottafavi, trasmessa il 5 dicembre 1958
- Romanticismo, regia di Guglielmo Morandi, trasmessa il 13 giugno 1960
- Il rosario, di Federico De Roberto, regia di Enrico Fulchignoni, trasmessa il 21 febbraio 1961

## Prosa radiofonica

### EIAR
- Pesca notturna, di Edoardo Grella, trasmessa il 24 febbraio 1933
- Fuggiamo, radiodramma di Lucilla Antonelli, trasmessa il 3 marzo 1933
- Mogliettina, commedia di Adriano Mancini, trasmessa il 20 febbraio 1934
- Arlesiana, commedia drammatica di Alfonso Daudet, trasmessa il 28 febbraio 1934
- Sogno (ma forse no), commedia di Luigi Pirandello, trasmessa il 11 gennaio 1936
- Fiammellina, commedia di Quintero, trasmessa il 28 gennaio 1936
- Ave Maria, commedia di Guglielmo Zorzi, regia di Aldo Silvani, trasmessa il 29 aprile 1937
- La Madonnina del Belvento, di Pier Maria Rosso di San Secondo, regia di Aldo Silvani, trasmessa l'11 giugno 1937

### RAI
- Le troiane, di Euripide, regia di Guglielmo Morandi, trasmessa il 10 marzo 1949
- L'Arlesiana, di Alphonse Daudet, regia di Alberto Casella, trasmessa il 27 maggio 1950
- Quando il destino vuole, di Renato Mainardi, regia di Anton Giulio Majano, trasmessa il 27 febbraio 1957
- Il ratto di Proserpina, di Rosso di San Secondo, regia di Alberto Casella, trasmessa il 11 giugno 1957
- Il rosario, un atto di Federico De Roberto, regia di Enrico Fulchignoni, trasmessa il 21 febbraio 1961

## Varietà radiofonici Rai
- Il contagocce, divagazioni di Diego Calcagno presentate da Giovanna Scotto (1957)

## Doppiaggio

### Cinema
- Emma Baron in L'edera, La città si difende, Menzogna, Perdonami!, Canzone d'amore, Bella non piangere, Te sto aspettanno, Primo amore, David e Golia, La viaccia, Ponzio Pilato
- Beulah Bondi in Gli eroi del Pacifico, La vita è meravigliosa, I filibustieri, Il grande silenzio, Ritorno dall'eternità, Il grande pescatore
- Paola Borboni in La vita torna, Cavalcata d'eroi, Canzone di primavera, Città canora, Lulù, Gelosia
- Claudette Colbert in Tovarich, Da quando te ne andasti, Arrivederci in Francia, In fondo al cuore, Donne e veleni, La più grande avventura
- Mary Astor in Piccole donne, Atto di violenza, Cinzia, La matadora, Piano... piano, dolce Carlotta
- Agnes Moorehead in La vera storia di Jess il bandito, L'avventuriero di New Orleans, Magnifica ossessione, Un solo grande amore, L'urlo della foresta

Giovanna Scotto in sala doppiaggio nel 1951

- Ethel Barrymore in La scala a chiocciola, Il caso Paradine, Il ritratto di Jennie, L'ultima minaccia
- Gladys Cooper in Bernadette, Gli amanti del sogno, La campana del convento, Il più felice dei miliardari
- Jane Darwell in Furore, La grande missione, Il diavolo nella carne, L'ultimo urrà
- Adele Garavaglia in Il re si diverte, Nozze di sangue, Piccolo mondo antico, Il treno crociato
- Marjorie Rambeau in La via del tabacco, Il treno del ritorno, La grande pioggia, Lontano dalle stelle
- Norma Shearer in Strano interludio, La famiglia Barrett, Giulietta e Romeo, Maria Antonietta
- Paola Barbara in Accadde a Damasco, Torna a Napoli, Capitan Fantasma
- Greta Gonda in La morte civile, Rossini, I pirati della Malesia
- Evelina Paoli in Noi vivi, Addio Kira!, L'abito nero da sposa
- Dina Perbellini in La corona di ferro, Cortocircuito, Tempo di villeggiatura
- Françoise Rosay in Chi è senza peccato..., Arriva Fra' Cristoforo..., Interludio
- Alanova in Le due tigri
- Suzy Prim in La principessa Tarakanova
- Judith Anderson in La casa rossa
- Imperio Argentina in Tosca
- Ingrid Bergman in Intermezzo, Casablanca, Saratoga
- Francesca Bertini in Odette
- Clara Blandick in Il mago di Oz
- Francesca Braggiotti in Scipione l'Africano
- Mae Clarke in Frankenstein
- Jane Cowl in Non voglio perderti
- Bette Davis in La grande menzogna
- Titina De Filippo in Una volta alla settimana
- Dolores del Río in La croce di fuoco, La spia dei lancieri
- Diana di San Marino in La sua strada
- Ludmilla Dudarova in Nerone e Messalina
- Gladys George ne La ninna nanna di Broadway
- Helen Hayes in Anastasia
- Hedy Lamarr in I cospiratori
- Merle Oberon in La dama e il cowboy
- Isobel Elsom in Il fantasma e la signora Muir
- Flora Robson in Sarabanda tragica
- Martha Scott in I dieci comandamenti
- Barbara Stanwyck in Ho baciato una stella
- Lída Baarová in L'ippocampo
- Clara Calamai in Romanticismo
- Ona Munson in Via col vento
- Irene Dunne in Un monello alla corte d'Inghilterra
- Sylvie in Ulisse, Teresa Raquin
- Margaret Rutherford in Quel bandito sono io, L'importanza di chiamarsi Ernesto
- Jean Dixon in Sono innocente
- Marjorie Main in La belva umana
- Elisabeth Risdon in Vento selvaggio
- Martita Hunt in Grandi speranze
- Doris Dowling in Alina
- Andrea Leeds in Palcoscenico
- Ivana Claar in Papà Lebonnard
- Suzy Willy in La verità
- Cathleen Nesbitt in Il mio amore vivrà, Un amore splendido
- Connie Gilchrist in È arrivato lo sposo
- Mady Christians in Erano tutti miei figli
- Emma Dunn in Un evaso ha bussato alla porta
- Fay Helm in L'eterna armonia
- Nina Foch in Voi assassini
- Mary Clare in Mambo
- Anneliese Uhlig in Mater dolorosa, La fornarina
- Elli Parvo in Beatrice Cenci
- Carla Candiani in Capitan Tempesta, Il leone di Damasco
- Leda Gloria in Anime in tumulto
- Marie Glory in Terra di fuoco
- Laura Nucci in Fra Diavolo, I fratelli corsi
- Maria Jacobini in Signorinette
- Wanda Capodaglio in Amanti in fuga
- Evi Maltagliati in La sepolta viva
- Italia Marchesini in Incantesimo tragico (Oliva)
- Giovanna Galletti in Messalina
- Caterina Boratto in Il tradimento
- Franca Marzi in A fil di spada
- Isa Pola in La regina di Saba
- Lydia Alfonsi in Le fatiche di Ercole
- Gemma Bolognesi in Il falco rosso
- Maria Melato in La principessa del sogno, Quartieri alti
- Renata Vanni in La baia dell'inferno
- Ethel Maggi in Condottieri
- Elvira Betrone in Romanzo a passo di danza
- Olga Solbelli in Calafuria, Eroe vagabondo
- Egloge Calindri in Sempre più difficile
- Anna Carena in La fanciulla dell'altra riva
- Anna Capodaglio in Carmela
- Vianora di San Giusto ne I 3 aquilotti
- Jone Morino in Soltanto un bacio
- Elena Zareschi in Rita da Cascia
- Tina Lattanzi in Maria Malibran, Anna
- Angela Clarke in La maschera di cera
- Spring Byington in Arriva John Doe
- Marcelle Hainia in Turno di notte
- Amina Pirani Maggi in Il corsaro della mezza luna
- Paula Wessely in Mascherata, Così finì un amore
- Aldo Fabrizi in Io piaccio (dopo aver assunto la pozione)
- Bob Hope in Avventura al Marocco (ruolo di Zia Lucia)

### Film d'animazione
- Signora Quaglia e fagiana in Bambi (ed. 1948)
- Voce narrante in Cenerentola (ed. 1950)
- Madre di Abele in Abele l'agnelleone (ed. 1954)
- Principessa in La carica dei cento e uno